# Piazza del Duomo (Florence)
Pour les articles homonymes, voir Piazza del Duomo.
La piazza del Duomo (place du Dôme ou place de la Cathédrale en français) est avec la piazza della Signoria et le ponte Vecchio, la plus importante place touristique de Florence en Toscane en Italie, avec sa trilogie de monuments historiques en marbre vert, rouge et blanc, classés au patrimoine mondial de l'humanité : le baptistère Saint-Jean du IVe siècle, la cathédrale Santa Maria del Fiore et le campanile de Giotto du XIIIe siècle.

## Historique
Située au cœur du centre historique de Florence avec son baptistère Saint-Jean voisin du IVe siècle, cette place est devenue le cœur de la ville depuis la construction au XIIIe siècle de la cathédrale santa Maria del Fiore, du campanile de Giotto et du célèbre dôme du XVe siècle de l'architecte Filippo Brunelleschi, le plus grand du monde qui avec ses 43 m de diamètre marque le début de l'architecture Renaissance.

Cathédrale Santa Maria del Fiore (sainte Marie de la Fleur)
Porte principale en bronze de la cathédrale
Dôme du XVe siècle de l'architecte Filippo Brunelleschi
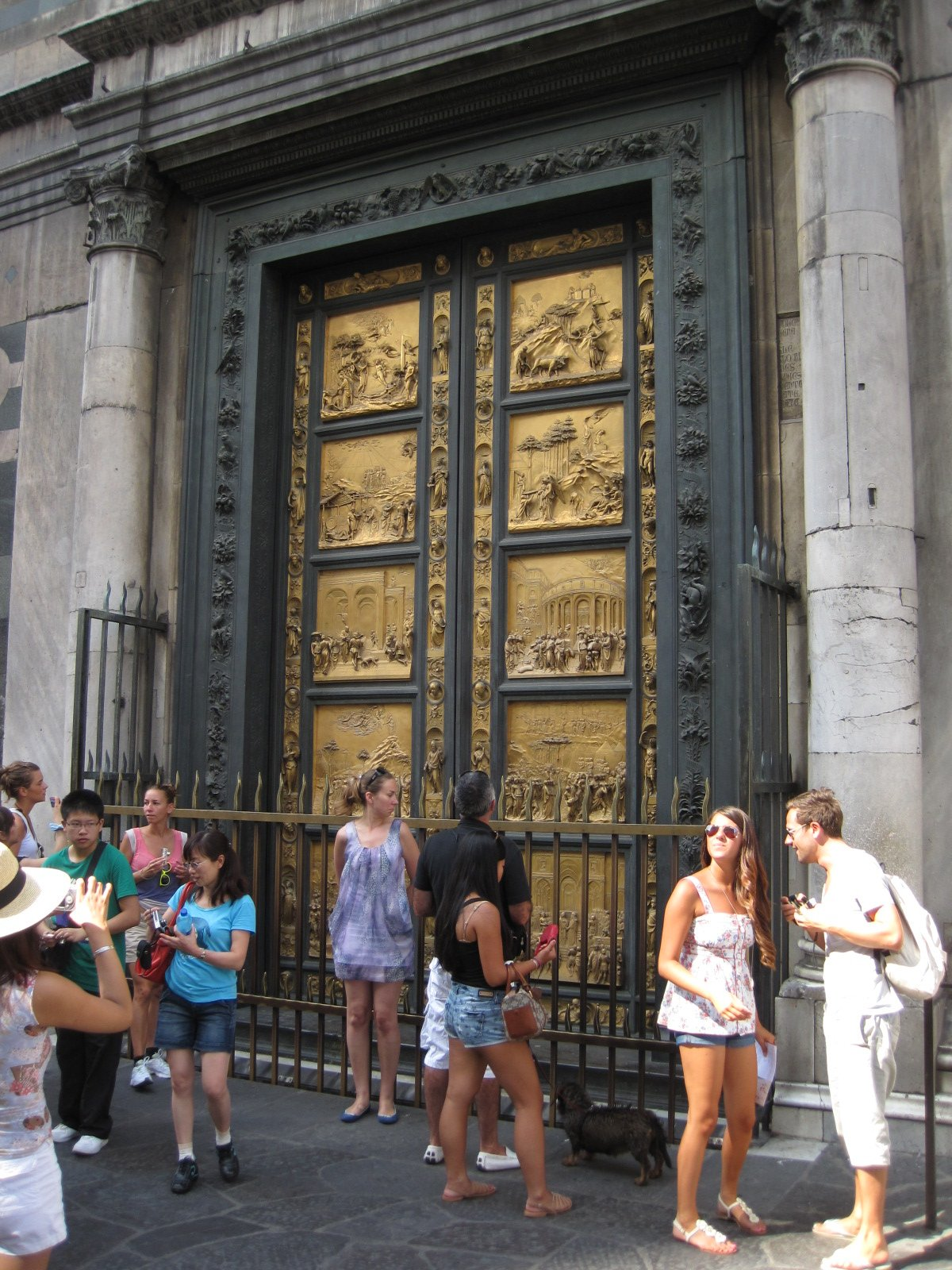
Porte du Paradis du baptistère Saint-Jean
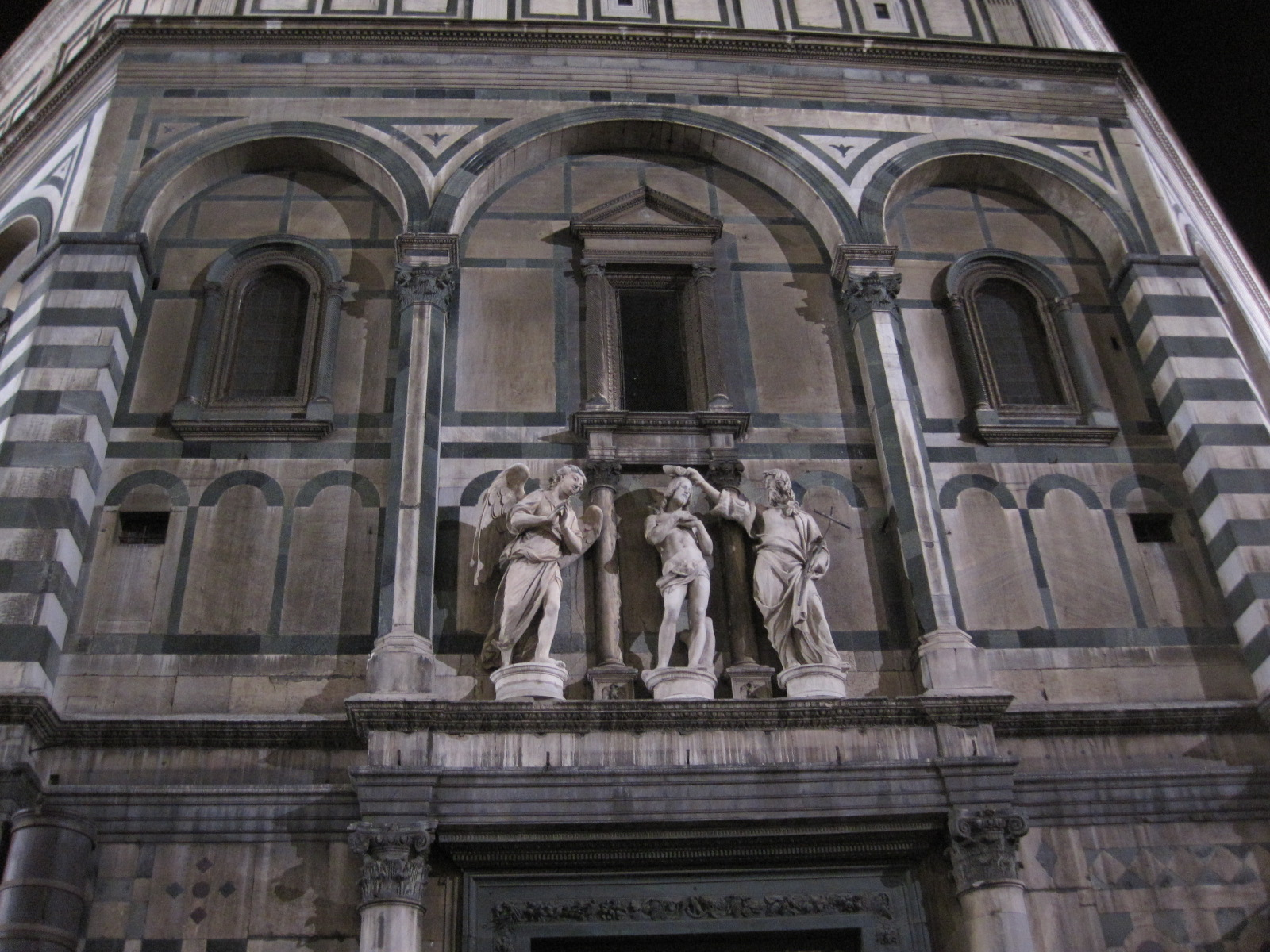
Baptême du Christ par Jean le Baptiste, sur la porte du Paradis
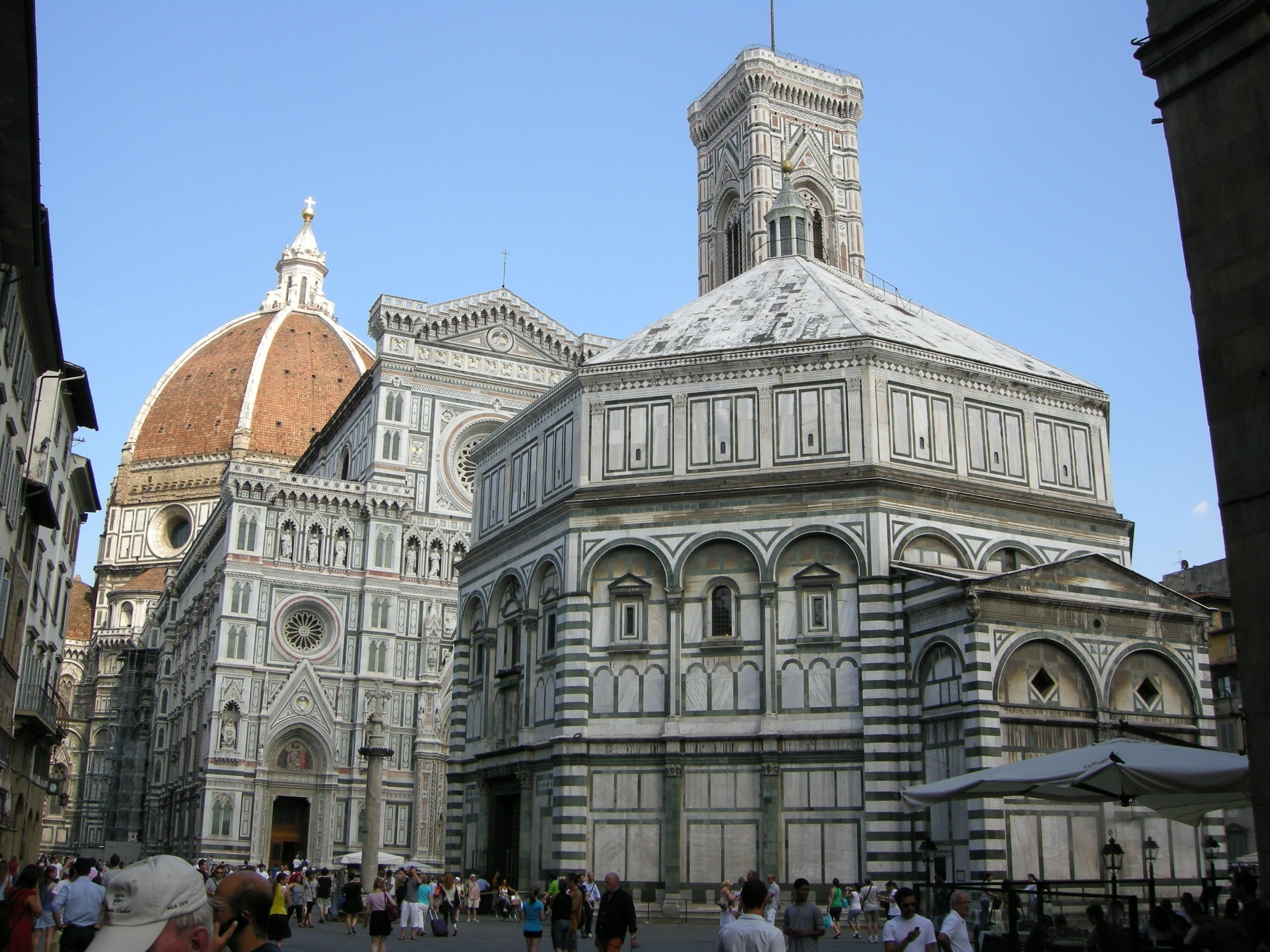
Baptistère Saint-Jean, cathédrale sainte Marie de la Fleur et son dôme
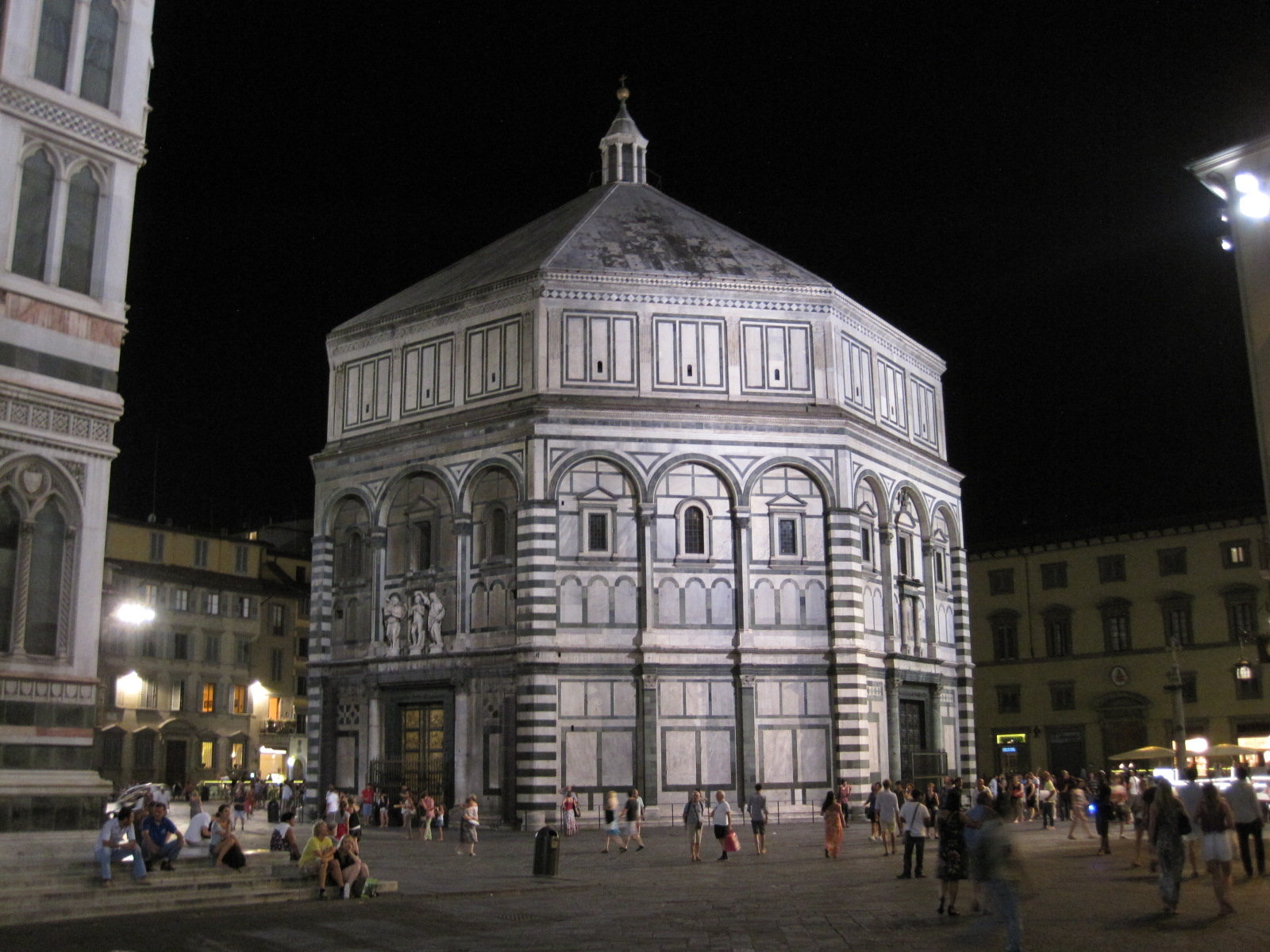
Baptistère Saint-Jean

La place réunit également :
- Le museo dell'Opera del Duomo, au nord-est de la place, vers l'arrière du Duomo, musée de l'œuvre de la cathédrale
- La loggia del Bigallo, sur la piazza San Giovanni voisine
- L'Arciconfraternita della Misericordia
- la Casa Ghiberti
- Le palazzo dei Canonici
- Le palazzo Strozzi di Mantova
- la colonne de saint Zénobe
- Le musée Torrini

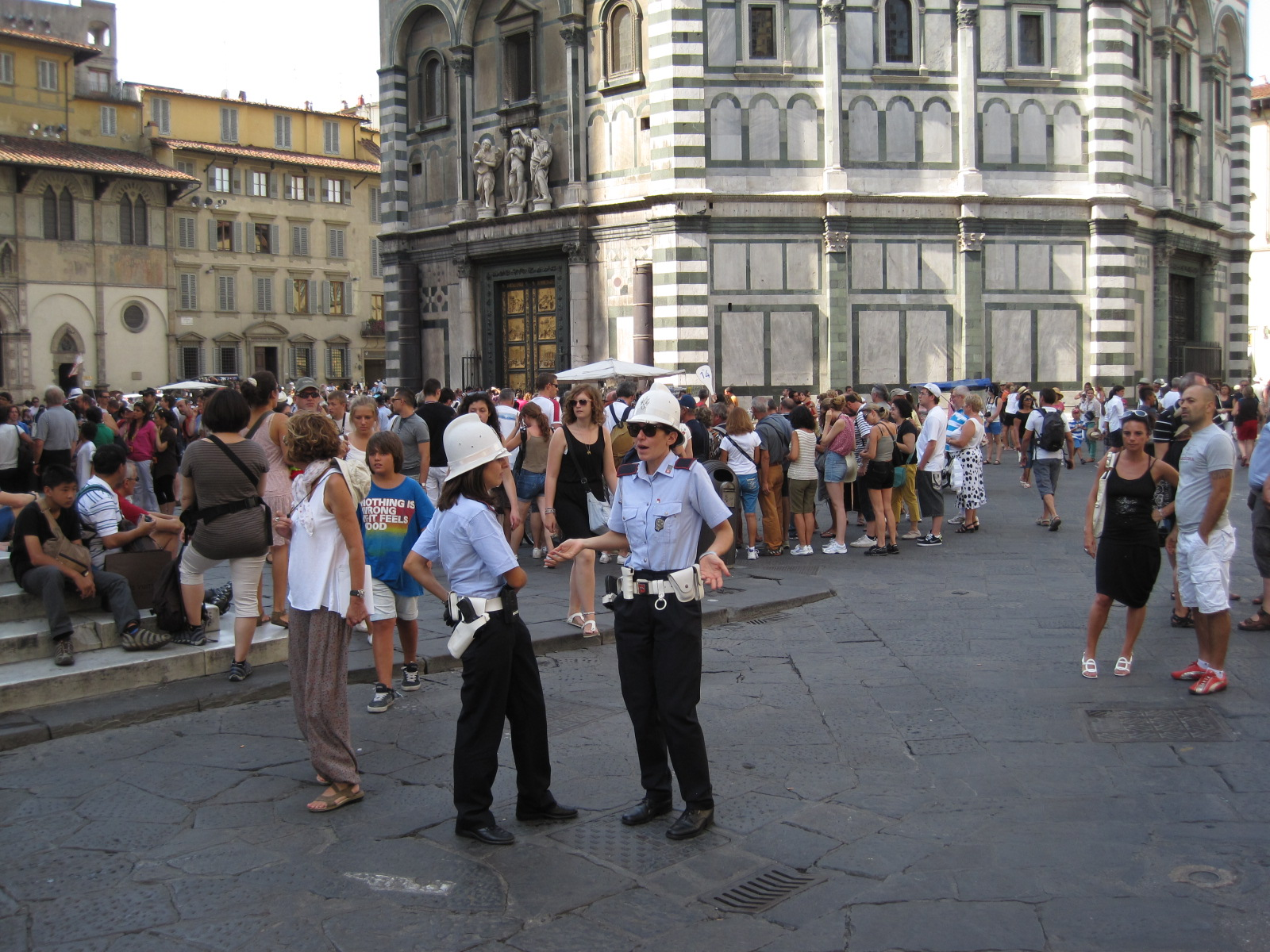
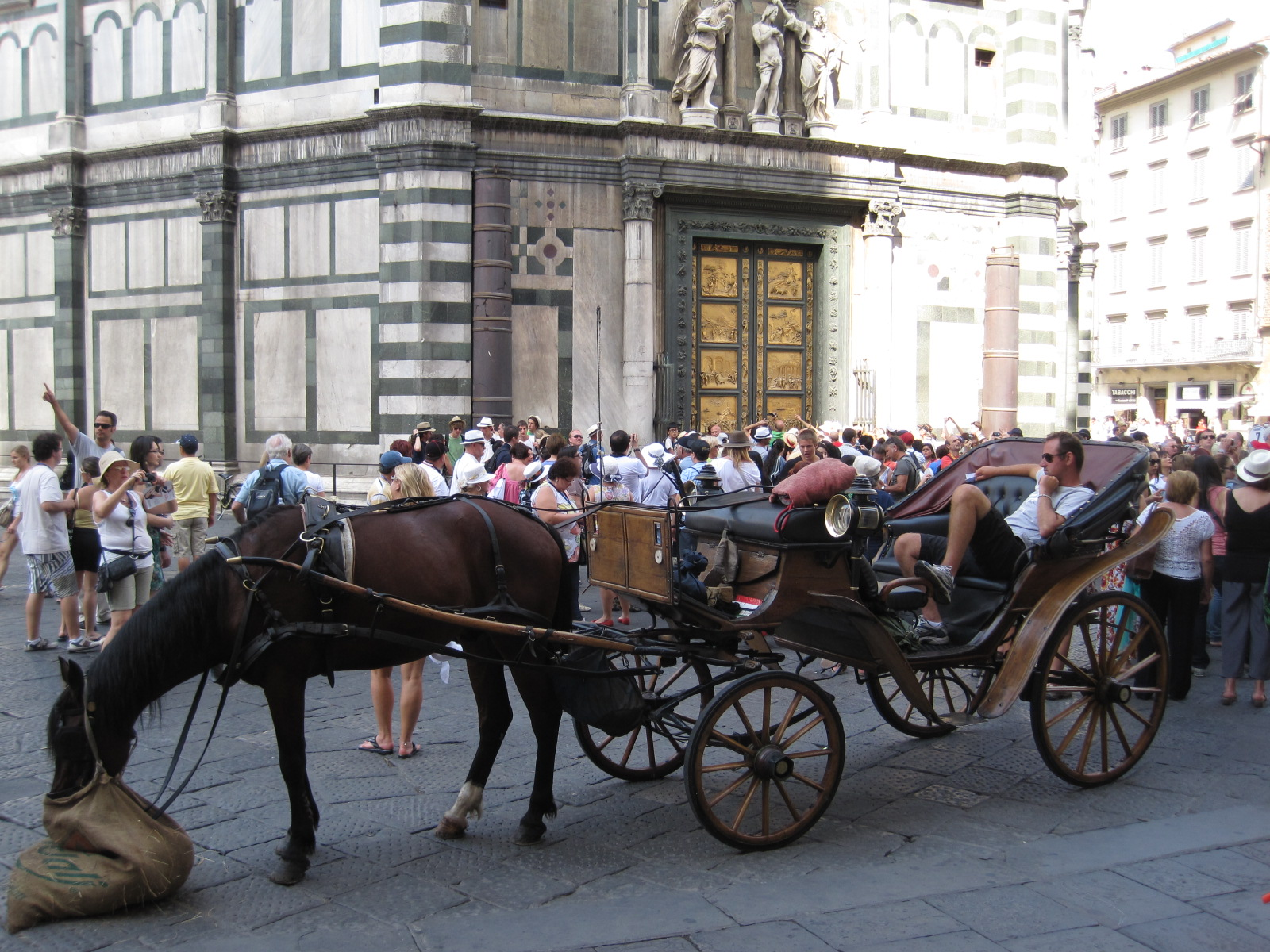
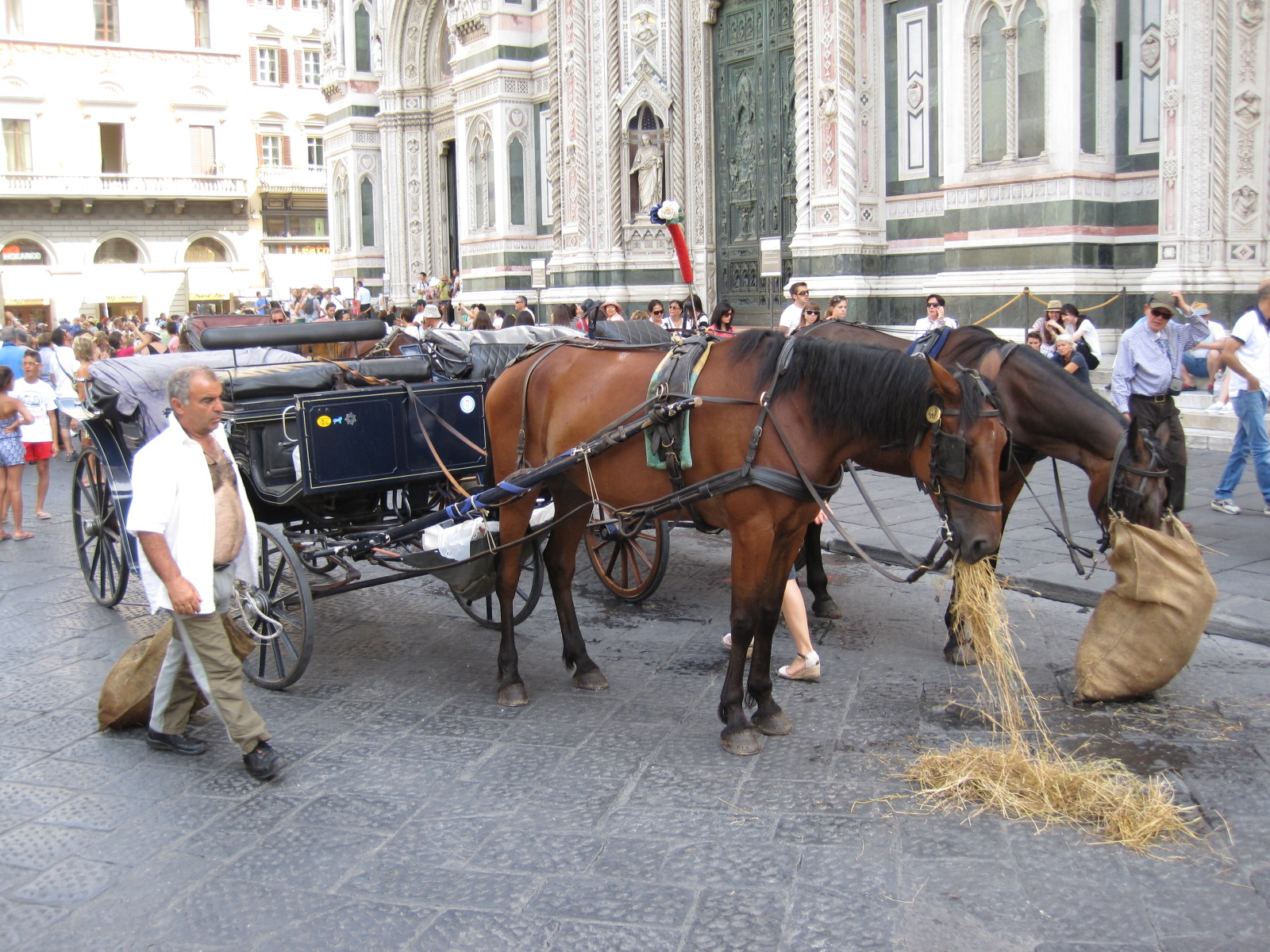
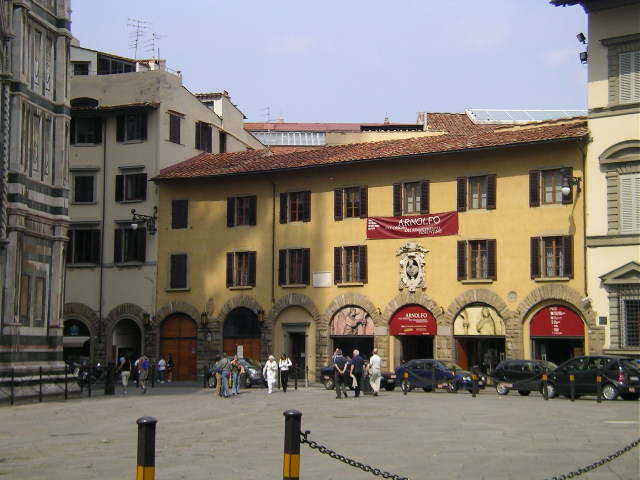
Museo dell'Opera del Duomo
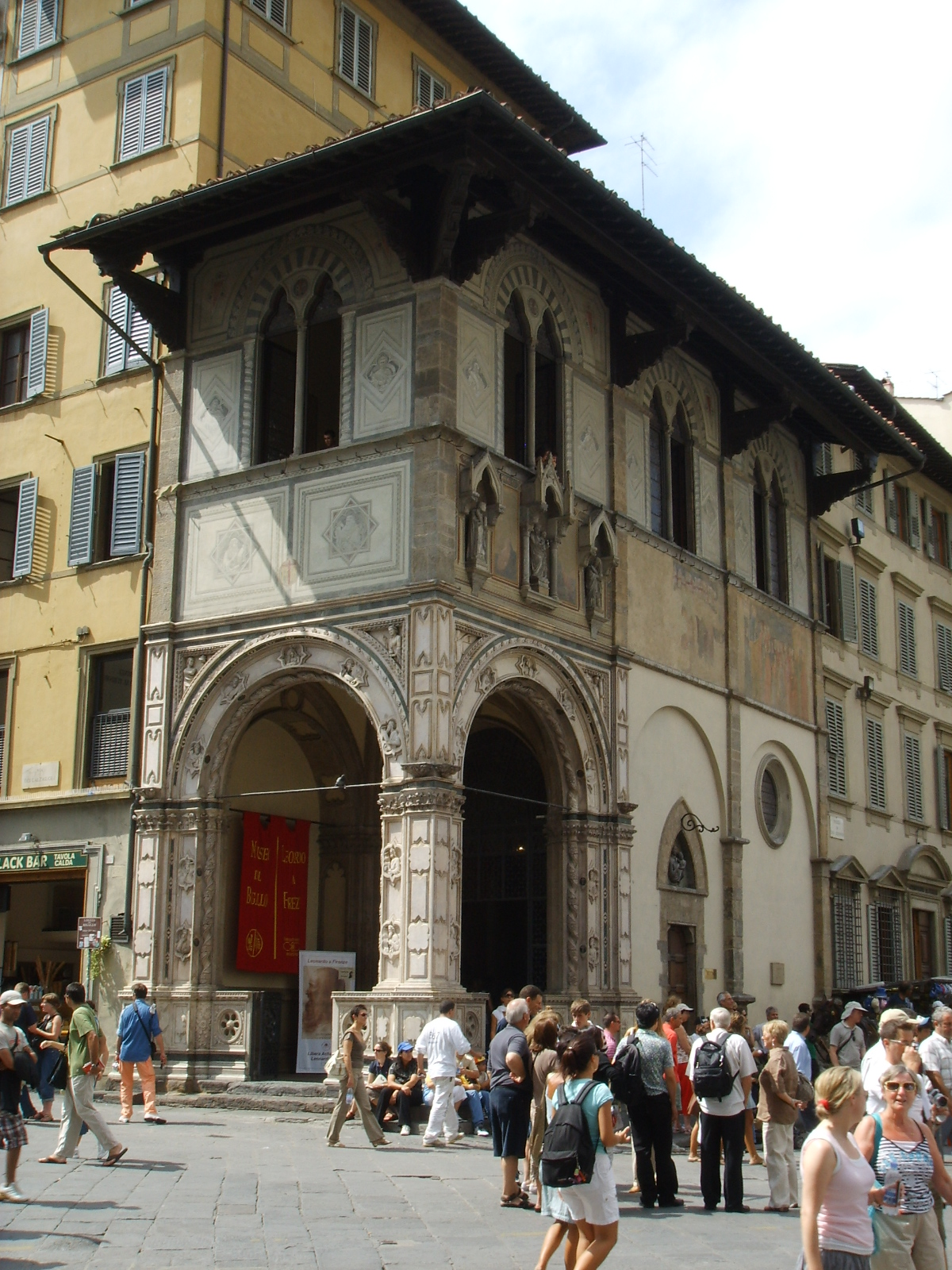
Loggia del Bigallo, sur la piazza San Giovanni voisine
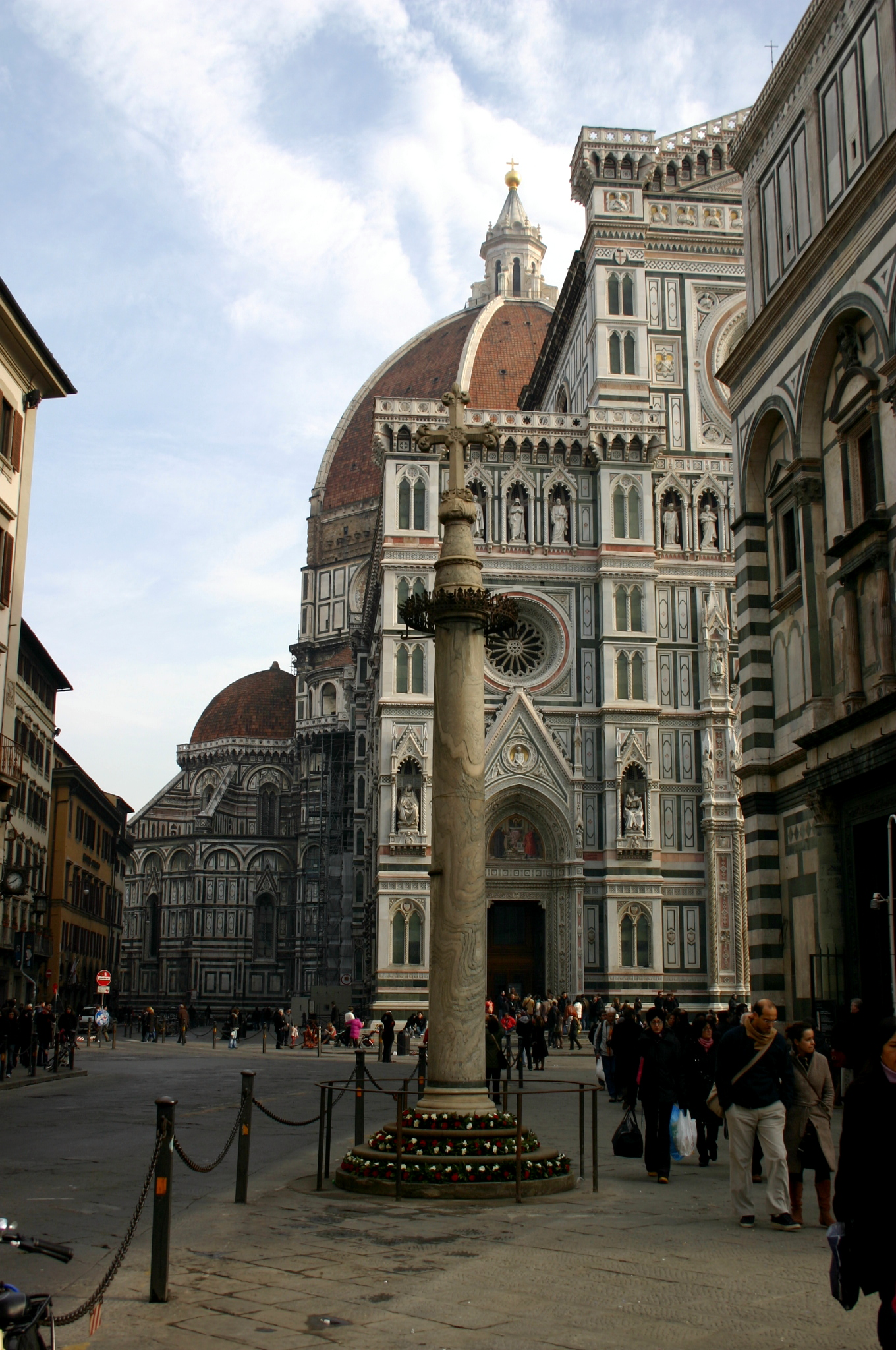
Colonne / croix de saint Zénobe, saint patron de l'archidiocèse de Florence

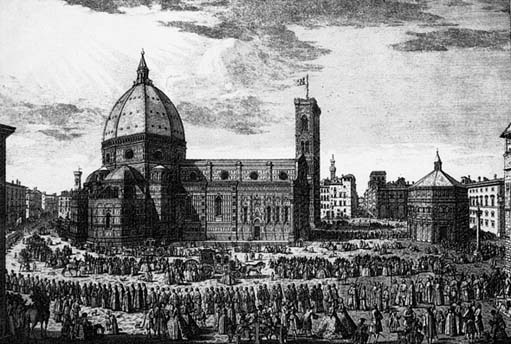
Procession sur la Piazza del Duomo, gravure de Jan van der Straet, Palazzo Vecchio